# Hermann Finsterlin
Hermann Ludwig Wilhelm Finsterlin (Munique, 18 de agosto de 1887 — Stuttgart, 16 de setembro de 1973) foi um arquiteto, pintor, poeta, ensaísta, fabricante de brinquedos e compositor alemão, adscrito ao expressionismo. 
Inicialmente estudou medicina, física e química e, mais tarde, filosofia e pintura em Munique. Arquiteto visionário,  teve um papel influente no movimento arquitetônico expressionista nos primórdios do século XX, ainda que devido à crise econômica da época não realizasse qualquer dos seus projetos. Em 1922 orientou-se para a Nova Objetividade, deslocando-se a Stuttgart para se concentrar na pintura e na escrita.